# Here Is the News
«Here Is the News» — песня группы Electric Light Orchestra (ELO), написанная Джеффри Линном и выпущенная в 1981 году. Песня вышла десятым треком альбома Time (1981), а также вместе с песней «Ticket to the Moon» синглом с двумя сторонами «А» в январе 1982 года, и достигла 24 места в чарте Великобритании.
Текст песни построен как «обреченный выпуск новостей, полный болтовни голосов и электронных эффектов космической эры». Биограф группы Барри Делв считает, что выход «Here Is the News» совместно с «Ticket to the Moon» на одном сингле был удачной идеей, поскольку обе песни «имеют общие лирические отсылки и имеют схожую струнную аранжировку». Однако, по его мнению, эти песни имели не самый большой коммерческий потенциал среди других треков альбома Time, тем более что их тексты могут быть «загадочными» и «интригующими» вне контекста альбома.
Вступлении «Here is the News» использовалось голландской телевизионной компанией VPRO, мальтийской Television Malta, а также радио Aniol Beskidow.

## Позиции в чартах
| Чарт(1982)                           | Наивысшая позиция |
| ------------------------------------ | ----------------- |
| Французский SNEP Singles Chart       | 4                 |
| Немецкий Media Control Singles Chart | 61                |
| Irish Singles Chart                  | 17                |
| UK Singles Chart                     | 24                |